# Сагвамичаво
Сагвамичаво (груз. საღვამიჩავო) — село в Грузии, на территории Хобского муниципалитета края (мхаре) Самегрело-Верхняя Сванетия.

## География
Село находится в западной части Грузии, на правом берегу реки Риони, на расстоянии приблизительно 9 километров (по прямой) к юго-западу от города Хоби, административного центра муниципалитета. Абсолютная высота — 2 метра над уровнем моря.

## Население
По результатам официальной переписи населения 2014 года, в Сагвамичаво проживало 285 человек (142 мужчины и 143 женщины). В национальной структуре населения грузины составляли 100 %.
| Год  | Население, человек |
| ---- | ------------------ |
| 2002 | 412                |
| 2014 | ↘ 285              |